# Jornalet
El Jornalet, gaseta occitana d'informacions, és un diari generalista i occitanista gratuït via web escrit íntegrament en occità. Es troba a la xarxa des del 31 de març del 2012. Es defineix com un "diari occità, escrit en occità, pensat des d'una òptica occitana i destinat als occitans. […] La intenció és que els occitans es puguin informar de les notícies d'Occitània". El consell de redacció és format per Ferriol Macip, i pertany a l'Associacion entara Difusion d'Occitània en Catalonha. Aquest diari es troba escrit completament i íntegrament en occità, en qualsevol de les seves variants, i sempre segons la grafia clàssica. En el seu primer mes d'existència, el diari havia totalitzat unes 15.000 visites.
Un sondatge publicat en aquest diari datat del 23 d'abril de 2015 va revelar que 40 per cent dels lectors del Jornalet van respondre positivament en contribuir financiarment al micromecenatge demanat pel diari. Són 76 sumadors com ho indica la web totSuma que hostatja aquesta operació de micromecenatge.